# John McGeoch
John McGeoch, né le 25 août 1955 à Greenock et mort à Londres le 4 mars 2004, est un guitariste rock britannique. Il a fait partie des groupes Magazine, Siouxsie and the Banshees, Visage, The Armoury Show et Public Image Limited.
La presse spécialisée décrit John McGeoch comme « un des guitaristes les plus influents de sa génération » et comme « le Jimmy Page new wave ». En 1996, Mojo l'a classé sur sa liste des 100 plus grands guitaristes de tous les temps pour son travail sur le single Spellbound de Siouxsie and the Banshees.

## Biographie

### Jeunesse
John McGeoch grandit en Écosse. En 1970, à l'âge de 15 ans, il rejoint un groupe local baptisé The Slugband pour jouer des reprises, entre autres de Free et Led Zeppelin, jusqu'à son départ pour Londres où sa famille s'établit en 1971. En 1976, il s'installe à Manchester pour poursuivre ses études à l'université Manchester Polytechnic.

### Avec Magazine
En avril 1977, il fait la connaissance d'Howard Devoto qui cherche à recruter un nouveau groupe après son départ des Buzzcocks. McGeoch et Devoto commencent alors à composer et forment Magazine en compagnie de Barry Adamson à la basse, Bob Dickinson aux claviers (qui sera remplacé un an plus tard par Dave Formula) et Martin Jackson à la batterie. Le groupe est repéré par le label Virgin, qui édite leur premier single Shot By Both Sides (en) en janvier 1978. Ils enregistrent l'album Real Life, puis Secondhand Daylight l'année suivante.
Déçu par le manque de succès commercial, malgré l'estime des critiques, McGeoch quitte Magazine après l'enregistrement d'un troisième album, The Correct Use Of Soap (en), édité en 1980,.

### Avec Visage
Durant cette période, John McGeoch collabore avec d'autres musiciens, notamment Generation X et The Skids. Avec Barry Adamson et Dave Formula il participe à l'enregistrement du premier album de Visage, le groupe de Steve Strange. Il collabore au deuxième album mais quitte la formation en 1980.

### Avec Siouxsie and the Banshees
En janvier 1980, McGeoch est recruté par Siouxsie and the Banshees, qui se trouve sans guitariste depuis le départ de John McKay. Le premier disque des Banshees enregistré avec McGeoch est le single Happy House qui sort en mars. McGeoch figure sur les albums Kaleidoscope, Juju et A Kiss in the Dreamhouse, enregistrés entre 1980 et 1982. Surmené par des mois de travail, il s'écroule sur scène lors d'un concert à Madrid en octobre 1982. Hospitalisé à son retour en Angleterre, il doit interrompre momentanément sa carrière.

### Avec Public Image Limited
En 1983, McGeoch forme The Armoury Show avec le batteur John Doyle, qui fit également partie de Magazine, et deux anciens membres des Skids, Richard Jobson et Russell Webb. Ils enregistrent un unique album, Waiting for the Floods. En 1986, McGeoch apparaît sur l'album Should the World Fail to Fall Apart de Peter Murphy. Il s'installe à Los Angeles afin de rejoindre Public Image Limited, le groupe de l'ancien chanteur des Sex Pistols, John Lydon. Il participe à l'enregistrement des albums Happy?, 9 et That What is Not, et reste membre du groupe jusqu'à sa dissolution en 1992. À son retour en Angleterre, McGeoch tente sans succès de remonter un groupe ; il continue de composer, cette fois pour la télévision,.

## Influence
De nombreux guitaristes incluent John McGeoch parmi leurs influences. Johnny Marr des Smiths a loué le jeu de guitares de McGeoch sur le single Spellbound de Siouxsie : « C'est brillant. Il a un jeu en pointillé tout du long, ce qui va à l'encontre du rock'n'roll et cette mélodie est très mystérieuse
. » The Edge du groupe U2 apprécie le style de McGeoch : il a sélectionné la chanson Christine des Banshees pour une compilation destinée aux lecteurs du magazine Mojo. Jonny Greenwood de Radiohead cite McGeoch comme influence : sur leur single There There, celui-ci a essayé, avec l'aide du producteur Nigel Godrich, de retrouver les sonorités de guitare utilisées par McGeoch à l'époque de Siouxsie and the Banshees.
Une biographie de John McGeoch, sur sa vie et son héritage musical sort en avril 2022 aux éditions Omnibus Press. The Light Pours Out of Me - The Authorised Biography of John McGeoch comprend des interviews récentes et inédites de nombreux musiciens, dont Jonny Greenwood et Ed O'Brien, Johnny Marr, John Frusciante, Siouxsie, Steven Severin et beaucoup d'autres.

## Discographie
Albums enregistrés avec Magazine
- Real Life (Virgin, 1978)
- Secondhand Daylight (Virgin, 1979)
- The Correct Use of Soap (Virgin, 1980)

Album enregistré avec Visage
- Visage (Polygram, 1980)

Albums enregistrés avec Siouxsie and the Banshees
- Kaleidoscope (Polydor, 1980)
- Juju (Polydor, 1981)
- A Kiss in the Dreamhouse (Polydor, 1982)

Albums enregistrés avec The Armoury Show
- Waiting for the Floods (EMI, 1985)

Albums enregistrés avec Public Image Limited
- Happy? (Virgin, 1987)
- 9 (Virgin, 1989)
- That What is Not (Virgin, 1992)